# Silhouette in Red
«Silhouette in Red» (укр. «Силует в червоному») — десятий студійний альбом валлійської співачки Бонні Тайлер, випущений 11 жовтня 1993 року на лейблі «Hansa Records». Альбом став останнім у співпраці Тайлер з німецьким продюсером і композитором Дітером Боленом.

## Передумови
Альбом «Silhouette in Red» став третім і останнім релізом Тайлер на лейблі «Hansa Records», після альбомів «Bitterblue» (1991) і «Angel Heart» (1992), які були створені у співпраці з Дітером Боленом.

## Запис
Дванадцять з п'ятнадцяти треків альбому були записані з Дітером Боленом на «Studio 33» у Гамбурзі, Німеччина. 5 липня 1993 року Тайлер і Болен дали інтерв'ю в студії звукозапису для епізоду програми «Bravo TV» на каналі RTL 2. У піснях «Stay» і «Silhouette in Red» з аранжуванням Вернера Бекера виступив Лондонський королівський філармонічний оркестр. Луїс Родрігес виступив співпродюсером чотирьох треків альбому разом з Боленом. Пісню «Bad Dreams» Болен написав як данину поваги композиції «Black Velvet» Аланни Майлз.
Кавер-версія пісні Тайлера «You Are So Beautiful», що стала знаменитою завдяки Джо Кокеру 1974 року, була записана в студії «Matrix» у Лондоні з продюсером Джином Кепеллом. Для запису пісень «Before We Get Any Closer» і «You Won't See Me Cry» Тайлер возз'єднався з колишніми товаришами по гурту Кевіном Данном, Реєм «Таффом Вільямсом» і Пітом Кінгом. Перша пісня була написана і спродюсована Ронні Скоттом, колишнім менеджером Тайлера і автором пісні «It's a Heartache», а другий трек був написаний у співавторстві з братом Тайлер, Полом Гопкінсом.

## Реліз та просування
«Silhouette in Red» вийшов 11 жовтня 1993 року і став останнім альбомом Тайлер, випущеним на лейблі «Hansa Records», після чого вона перейшла на «EastWest Records» 1994 року. Також це перший студійним альбом співачки, випущений не на LP, він вийшов лише у форматах CD та касет. Пісня «Sally Comes Around» вийшла як головний сингл в жовтні 1993 року і стала єдиним синглом альбому, що потрапив до чартів, досягнувши максимальної 76 сходинки в Німеччині. Пізніше вийшли сингли «From the Bottom of My Lonely Heart», «You Are So Beautiful» і «Stay». Незважаючи на менші продажі порівняно з попередніми двома альбомами, «Silhouette in Red» все ж отримав золоту сертифікацію у Норвегії лише на основі попередніх замовлень. Пізніше альбом отримав платинову сертифікацію за продажі понад 50 000 копій. Згідно біографії Бонні Тайлер («Від щирого серця. Корона.» («Straight from the Heart. Coronet») 28 вересня 2023 року), альбом став платиновим у Німеччині.
1994 року Тайлер вирушила у 47-денний тур на підтримку альбому («Silhouette in Red Tour»), який розпочався у залі «Audimax» у Регенсбурзі (Німеччина), 20 січня і завершився в Копенгагені (Данія), 29 березня 1994 року, з концертами в Австрії, Бельгії, Чехії, Данії, Франції, Німеччині, Угорщині, Норвегії, Словаччині, Словенії, Швеції та Швейцарії.

## Трек-лист
| Silhouette in Red | Silhouette in Red                    | Silhouette in Red        | Silhouette in Red                   | Silhouette in Red |
| #                 | Назва                                | Автор                    | Продюсер(и)                         | Тривалість        |
| ----------------- | ------------------------------------ | ------------------------ | ----------------------------------- | ----------------- |
| 1.                | «Sally Comes Around»                 | Дженніфер Блейк[a]       | Дітер Болен                         | 3:41              |
| 2.                | «Fire in My Soul»                    | Стів Бенсон[a]           | Дженніфер Блейк[a]                  | 3:51              |
| 3.                | «Stay»                               | Дітер Болен              | Дітер Болен Вернер Бекер[b]         | 4:02              |
| 4.                | «Send Me the Pillow»                 | Дітер Болен              | Дітер Болен Луїс Родрігез[c]        | 3:31              |
| 5.                | «From the Bottom of My Lonely Heart» | Говард Х'юстон[a]        | Дітер Болен                         | 3:32              |
| 6.                | «Silhouette in Red»                  | Дженніфер Блейк[a]       | Дітер Болен Вернер Бекер[b]         | 3:57              |
| 7.                | «I Climb Every Mountain»             | Дітер Болен              | Дітер Болен Луїс Родрігез[c]        | 3:33              |
| 8.                | «Bad Dreams»                         | Стів Бенсон[a]           | Дітер Болен                         | 3:45              |
| 9.                | «James Dean»                         | Дітер Болен              | Дітер Болен Луїс Родрігез[c]        | 3:11              |
| 10.               | «Clouds in My Coffee»                | Дітер Болен              | Дітер Болен Луїс Родрігез[c]        | 3:19              |
| 11.               | «Years May Come»                     | Говард Х'юстон[a]        | Дітер Болен                         | 3:49              |
| 12.               | «Cryin' a Little»                    | Дженніфер Блейк[a]       | Дітер Болен Вернер Бекер[b]         | 3:35              |
| 13.               | «You Are So Beautiful»               | Брюс Фішер Біллі Престон | Джин Кепелл                         | 2:19              |
| 14.               | «Before We Get Any Closer»           | Р. Дж. Скотт К. Стівенс  | Р. Дж. Скотт                        | 4:07              |
| 15.               | «You Won't See Me Cry»               | Лі Морріс Пол Хопкінс    | Лі Морріс Пол Хопкінс Тафф Вілліамс | 2:45              |
| 54:22             |                                      |                          |                                     |                   |

Примітки
- [a] псевдонім Дітера Болена
- [b] додатковий аранжувальник
- [c] додатковий продюсер

## Оцінки критиків
Сайт «AllMusic» дав хорошу оцінку «Silhouette in Red», назвавши його треки «Sally Comes Around», «Send Me the Pillow» та «You Won't See Me Cry» найкращими піснями альбому.

## Чарт
| Чарт (1993)                                               | Позиція |
| --------------------------------------------------------- | ------- |
| Австрія Austrian Albums (Ö3 Austria)                      | 25      |
| Європейський Союз European Top 100 Albums (Music & Media) | 54      |
| Німеччина German Albums (Media Control)                   | 28      |
| Норвегія Norwegian Albums (VG-lista)                      | 6       |
| Швеція Swedish Albums (Sverigetopplistan)                 | 40      |
| Швейцарія Swiss Albums (Schweizer Hitparade)              | 23      |

## Сертифікації
| Регіон                                       | Сертифікація | Продажі |
| -------------------------------------------- | ------------ | ------- |
| Норвегія (IFPI Norway)                       | Платиновий   | 50 000* |
| *продажі, що базуються лише на сертифікаціях |              |         |

## Учасники запису
Перелік учасників запису вказаний згідно інформації обкладинки альбому.
Музиканти
- Бонні Тайлер — вокал
- Джон Янг — клавішні (1-12), програмування (1-12)
- Річард Коттл — клавішні (13)
- Піт Кінг — програмування синтезатора (14), програмування струнних (14), гітари (14), програмування барабанів (14)
- Дік Робертс — клавішні (14), програмування синтезатора (14), програмування струнних (14), програмування ударних (14)
- Лі Морріс — клавішні (15), ударні (15), струнні (15)
- Алан Дарбі — гітари (1-13), всі інструменти (вступ на 2)
- Рей «Тафф» Вільямс — гітари (14, 15), бек-вокал (15)
- Ед Пул — бас-гітара (1-13, 15)
- Кевін Данн — бас-гітара (14)
- Джон Тонкс — барабани (1-13)
- Королівський філармонічний оркестр — оркестр (3, 6)
- Адріан Ревелл — саксофон (15)
- Жерар Пресенсер — труба (15)
- Дітер Болен — аранжування (1-12)
- Вернер Беккер — додаткові аранжування (3, 6, 12)
- Пол Гопкінс — бек-вокал (15)

| Технічний персонал - Піт — інженер (14) - Найджел — інженер (14) - Сем — інженер (14) - Дейв «Дептфорд» Пайн — інженер (15) | Дизайн - Девід Аспден — керівництво - Ariola — дизайн - a-r-t-p-o-o-l — дизайн - Томас Сассенбах — художнє оформлення - Андреас Кесс — фотографія |

## Номінації
Альбом був кандидтом на отримання німецької нагороди «Bravo Otto», якою відзначаються видатні виконавці у кіно, телебаченні та музиці. Нагорода вручається щорічно, а обирають переможців голосуванням читачі журналу «Bravo». «Silhouette in Red» номінували на звання найкращого компакт-диску 1993 року в категорії «Виконавці — жінки» і посів 9 місце з 1,84 % голосів. «The Very Best of Bonnie Tyler», альбом-компіляція Тайлер, випущений на початку року, посів 8 місце.
| Нагорода     | Рік  | Звання                                        | Результат  | Ref.   |
| ------------ | ---- | --------------------------------------------- | ---------- | ------ |
| «Bravo Otto» | 1993 | Найкращий CD 1993 року («Виконавець — жінка») | 9-те місце | [ 14 ] |